# Nekrotisierende Fasziitis

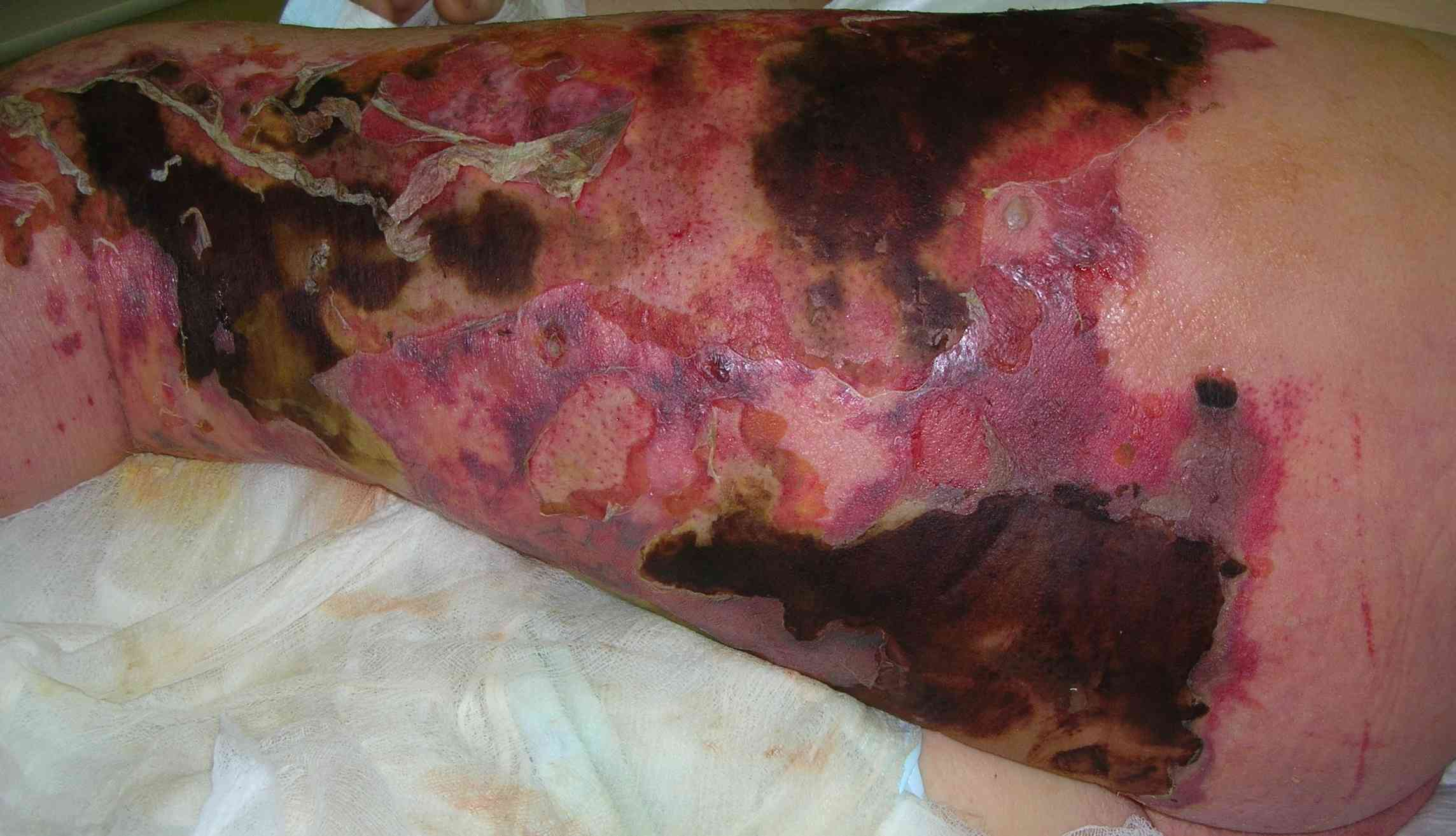
Fasziitis am linken Bein mit teilweiser Nekrose

Bei einer nekrotisierenden Fasziitis (lateinisch Fasciitis necroticans) handelt es sich um eine bakteriell bedingte, nekrotisierende Weichgewebsinfektion (Nekrose = Absterben von Gewebe), also um eine schwerwiegende, potenziell lebensbedrohliche Infektion. Betroffen sind dabei nicht nur die Haut, sondern auch darunter liegende Gewebe wie die namensgebenden Faszien (muskuläre Hüllstrukturen) sowie sogar die darunter liegende Muskulatur. Eintrittspforte für die Erreger können im dafür empfänglichen Organismus (z. B. Diabetiker, Raucher, Menschen mit immunologischen Lücken) kleinste Hautverletzungen oder Injektionen sein. Dabei unterscheidet man einerseits zwischen einer streptogen (durch Streptokokken) verursachten und clostridial (durch Clostridien) bedingten Nekrose, also dem Gasbrand. Außerdem wird die nekrotisierende Fasziitis in Typ I bis Typ IV eingeteilt. Wenn mehrere (nachweisbare) Erreger das Krankheitsgeschehen unterhalten, handelt es sich um den Typ I, der 80 % der beschriebenen Fälle ausmacht. Typisch werden dabei Streptokokken und z. T. Staphylokokken nachgewiesen, die beide dem aeroben, grampositiven Spektrum entstammen, sowie auch Anaerobier (Clostridien, Bacteroides, Prevotella) oder gramnegative Aerobier wie Enterobacteriaceae. Monoinfektionen (also durch einen Erreger bedingte Infektionen) beschreiben den Typ II. Solche Infektionen treten vor allem an den Extremitäten auf und werden häufig durch die hier gefürchteten A-Streptokokken ausgelöst, die den Prozess Toxin-vermittelt triggern. Selten können Staphylokokken nachgewiesen werden, dann handelt es sich aber vor allem um Staphylococcus aureus mit besonderen Pathogenitätsfaktoren wie PVL (Panthon-Valentin-Leukozidin). Noch deutlich seltener werden Typ III und IV beschrieben. Nach Genuss von Meeresfrüchten oder Kontakt mit kontaminiertem Wasser verursachen insbesondere Bakterien der Gattung Vibrio (Vibrio vulnificus) den Typ III, während Typ IV pilzbedingt ist. Die nekrotisierende Fasziitis wird in der medizinischen Fachliteratur durchweg als nicht häufige Erkrankung beschrieben, letztlich bleibt aber die Inzidenz für Deutschland unklar.

## Krankheitsverlauf und Therapie
Die nekrotisierende Fasziitis beginnt, zum Beispiel nach einem Bagatelltrauma, mit unspezifischen Krankheitszeichen. Klassisch ist ein lokal begrenzter, extremer Schmerz, der augenscheinlich nicht mit einem meist optisch harmlos wirkenden Befund in Einklang zu bringen ist. Grund dafür ist die Infektion, die den Geweben den Sauerstoff nimmt – der sogenannte Ischämieschmerz. Reaktiv schwillt die betroffene Stelle dann innerhalb kurzer Zeit an, wird heiß, rot und entwickelt Blasen. Es kann im betroffenen Bereich innerhalb dramatisch kurzer Zeit zu einem vollständigen Absterben (Nekrose) von Haut, Unterhaut und Muskelfaszie mit foudroyantem Verlauf (mit großer, schwerwiegender Dynamik) bis hin zum Schock kommen. Das infizierte Gewebe (Ausbreitungsgeschwindigkeit: 2 bis 3 cm pro Stunde) muss zeitnah und meist interdisziplinär – das heißt auch oft noch vor dem Erregernachweis – behandelt werden. Nekrotisches Gewebe muss vollständig operativ entfernt werden, da es andernfalls innerhalb kurzer Zeit zu großflächigen Gewebeverlusten kommt, die, wenn das Voranschreiten nicht begrenzt wird, zum Tode führen. Außerdem bedarf es einer kalkulierten antibiotischen Therapie, die die wahrscheinlich verursachenden Erreger wirksam erfasst.
Eine Sonderform ist die Fourniersche-Gangrän als fieberhafter Nekrose der Leisten- und Genitalregion, die bei Männern auftritt. Hier können durch eine Bagatellverletzung Infektionen auftreten, bei denen im Verlauf Damm, Hodensack, Penis und innere Organe betroffen sein können. Auch in diesem Fall müssten abgestorbene Gewebeanteile großzügig ausgeräumt und sollte der Patient antibiotisch behandelt werden.
Bei Neugeborenen kann sich aus einer Omphalitis eine nekrotisierende Fasziitis des Nabels entwickeln. Auch hier gelten die gleichen Therapieprinzipien wie oben.
Je nachdem, wie frühzeitig oder spät die nekrotisierende Fasziitis behandelt wird, gestaltet sich die Prognose. Selbst bei frühzeitiger Behandlung ist die Prognose oft nicht günstig und es müssen Gliedmaßen amputiert oder entstellende Operationen durchgeführt werden. Sind A-Streptokokken die Krankheitsauslöser, wird noch 2021 mit einem Sterblichkeitsrisiko von 30 – 60 % gerechnet.